# Zora (album)
Zora je jedanaesti album hrvatskog pjevača Dražena Zečića.
Izdan je 2006. kod izdavača Hit Records.

## Popis pjesama
1. "Zora" - 03:23
2. "Tvoje oči zelene" - 02:56
3. "Još jednu putnu daj" - 03:13
4. "Sedam godina" - 03:26
5. "Ne griješite dušu" - 04:18
6. "Oprosti mi" - 03:44
7. "Naslovi" - 03:11
8. "Čovjek što prašta i voli" - 03:51
9. "Izađi tugo" - 03:24
10. "Ne pitaj me" - 03:23
11. "Zbogom ljudi" -  03:41

Ovaj album je polučio uspješnicu "Zora" (prva nagrada publike Hrvatskog radijskog festivala 2006.). 